# Alois Provazník
Alois Provazník (9. ledna 1856 Břevnov – 31. ledna 1938 Rychnov nad Kněžnou) byl český varhaník a hudební skladatel.

## Život
Pocházel z rodiny lidového hudebníka. Jako dítě zpíval v chlapeckém sboru baziliky sv. Markéty v Břevnovském klášteře. Jako zpěvák a houslista hrál i v dalších pražských kostelech. Vystudoval Varhanickou školu v Praze, kde byl žákem Františka Skuherského. Stal se ředitelem kůru v kostele Nanebevzetí Panny Marie v Blatné.
V roce 1886 se přestěhoval do Rychnova nad Kněžnou, kde působil jako varhaník a učitel hudby až do konce svého života. Vyučoval hře na varhany, klavír, housle i dechové nástroje. Stal se organizátorem hudebního života města. Založil hudební spolek Dalibor a byl do roku 1926 jeho sbormistrem. Pořádal koncerty vážné hudby a zasloužil se o to, že v Rychnově vystupovali přední čeští umělci.
Jeho děti se rovněž staly hudebníky: Anatol Provazník byl známým hudebním skladatelem, Zdeněk Provazník klavíristou (účinkoval v kabaretu Červená sedma), Louisa Horáková-Provazníková operní zpěvačkou a Marie Šašková-Provazníková klavíristkou a hudební publicistkou.
Jako skladatel se věnoval převážně chrámové hudbě. Komponoval však také hudbu světskou a instruktivní skladby pro výuku hudby.

## Dílo (výběr)
- Sedm slov Kristových op. 27 (duchovní kantáta)
- Stabat Mater op. 31 (na český text)
- Improperia op. 37
- Bývali Čechové (ouvertura pro orchestr, 1884)
- Scherzo na motivy písně „Moravo, Moravo“ pro smyčcový kvartet, klavír a harmonium (1890)
- Návod ku zdokonalení houslové hry (1909)
- Začátky smyčcového kvarteta (1926–1928)